# More Soul
| Recensione | Giudizio |
| ---------- | -------- |
| AllMusic   | [ 1 ]    |

More Soul è il primo album discografico da solista del sassofonista jazz statunitense Hank Crawford, pubblicato dalla casa discografica Atlantic Records nel 1961.

## Tracce

### LP
Lato A
1. Boo's Tune – 6:39 (James Moody)
2. Angel Eyes – 6:30 (Earl Brent, Matt Dennis)
3. Four Five Six – 5:06 (Hank Crawford)

Lato B
1. The Story – 4:40 (James Moody)
2. Dat Dere – 4:51 (Oscar Brown, Bobby Timmons)
3. Misty – 5:31 (Erroll Garner)
4. Sister Sadie – 4:18 (Horace Silver)

## Musicisti
- Hank Crawford - sassofono alto, pianoforte
- David Fathead Newman - sassofono tenore
- Leroy Hog Cooper - sassofono baritono
- Phillip Guilbeau - tromba
- John Hunt - tromba, flicorno
- Edgar Willis - contrabbasso
- Milt Turner - batteria

Note aggiuntive
- Nesuhi Ertegun - produttore e supervisore
- Registrazioni effettuate il 7 ottobre 1960 a New York City, New York
- Tom Dowd e Phil Iehle - ingegneri delle registrazioni
- Lee Friedlander - fotografia copertina album originale
- Loring Eutemey - design copertina album originale
- Gary Kramer - note retrocopertina album originale[2]